# Машин, Доминик
Доминик Машин (чеш. Dominik Mašín; род. 1 февраля 1996 года, Мештец-Кралове, Чехия) — чешский хоккеист, защитник. 

## Карьера
Воспитанник хоккейной школы пражской «Славии». C 2014 по 2020 год играл в Северной Америке, в основном в АХЛ за фарм-клуб «Тампы Бэй Лайтнинг» «Сиракьюз Кранч» (306 игр, 17 голов, 46 передач). С сезона 2020/21 выступает в КХЛ за хабаровский «Амур» (32 игры, 2 гола + 9 передач).
В составе юниорской сборной Чехии — серебряный призёр чемпионата мира 2014 (7 игр, 3 передачи). В составе молодежной сборной Чехии — участник чемпионата мира 2015 (5 игр, 1 передача) и 2016 (5 игр, 1 гол + 1 передача). В 2020 году дебютировал за основную чешскую сборную (9 игр, 2 передачи)